# أبو بكر بن بهرام الدمشقي
أبو بكر بن بهرام الدمشقي، الحنفي، الدمشقي، نزيل قسطنطينية دار الخلافة، وأحد الموالي الرومية، عالما متفننا متقنا، خصوصا في الرياضيات. قام بمهمة ترجمة أطلسي مركاتور، بعد أن شرع في ذلك حاجي خليفة، ولكنه أيضا توفي قبل إنجاز مسودتي الأطلسين.